# 松尾塾子供歌舞伎
松尾塾子供歌舞伎（まつおじゅくこどもかぶき）は、公益財団法人松尾芸術振興財団が主催する児童による歌舞伎の公演である。歌舞伎役者だった松尾波儔江が、子供たちに歌舞伎のすばらしさを教え、社会に貢献しようと、1988年に大阪市に歌舞伎教室を始めたのがきっかけである。

## 概要
単に歌舞伎を鑑賞するのではなく、実際に子供たちに歌舞伎を演じ、体得させることが真の教育であるという思いから、子供たちにプロの歌舞伎と変わらない本格的な歌舞伎を演じることにより、礼儀作法や古典芸術への造詣による集中力・忍耐力を学ぶこと、またより高い演技力を目指した創意工夫と自主努力を育むことを目指している。
運営母体から毎年助成金を得ており、それとは別に文化庁や各種企業・団体からの協賛支援・補助金も得て運営しており、塾生（劇団員）からは月謝などの費用負担を行わないで公演・練習に専念する環境が整えられている。メンバーは主に近畿地方在住者の児童が中心で、毎年夏休みに国立文楽劇場や国立劇場で定期公演を行うほか、各地で行われる伝統文化・芸術のイベント、また日本こども歌舞伎まつりin小松等にも出場している。また1990年のアメリカ合衆国・ロサンゼルスでの公演をはじめ、国外での公演も行い、日本文化を世界に広める活動も行う。
松尾塾子供歌舞伎塾則によると、塾生の資格は以下の通り定められている。
- 塾生（劇団員）になるには、親権者（保護者）の同意を得ることを前提に、原則中学2年生までを在塾期間とする。
- 最初の1年間は「研修生」として修行を行い、公演への出演は2年目から。

## 活動
- 1988年 - 松尾塾子供歌舞伎 開塾
- 1989年8月30日 - 第1回松尾塾子供歌舞伎研修公演（大阪中座）
- 1990年 - 「ロサンゼルス日本劇場」（初の国外公演）
- 1991年 - 中国少年友好芸術団を招へいし、大阪公演を開催。下肢不自由者などの身体障害者施設を訪れ、日中合同演技を行う
- 1991年 - 1990年のロサンゼルス公演で交流した現地の和太鼓演奏グループ「ゼンデコ」の日本公演を招へい
- 1993年 - 「ジャパンフェスティバル・イン・マレーシア」に招待され、クアラルンプール市民劇場にて公演。マレーシアの少年少女舞踊団と合同公演
- 2015年 - 松尾塾子供歌舞伎東京公演（国立劇場小劇場）・松尾塾子供歌舞伎大阪公演（国立文楽劇場） 閉塾[1]

## 松尾芸術振興財団
公益財団法人松尾芸術振興財団は東京都港区に事務所をおく財団法人である。日本ドリーム観光株式会社などの社長を務めた松尾國三により1979年に設立された。